# Franz Boas

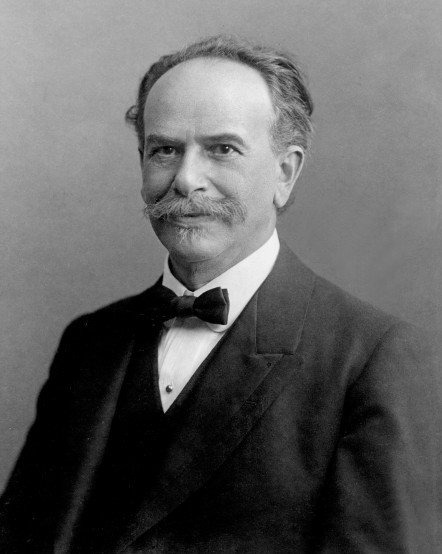
Franz Boas

Franz Uri Boas (Minden, 9 juli 1858 – New York, 21 december 1942) was een van de pioniers en grondleggers van de antropologie en wordt wel beschouwd als de vader van de Amerikaanse antropologie. Franz Boas was een van de leermeesters van Alfred L. Kroeber, Robert Lowie,  Edward Sapir en Margaret Mead.
Boas was een van de belangrijkste tegenstanders van wetenschappelijk racisme en ging in tegen het biologisch determinisme. Hij toonde aan dat het biologische onderscheid dat gemaakt werd tussen vermeende rassen veel meer een cultureel verschil was. Hij maakte bezwaar tegen de veelgebruikte vergelijkende methode omdat dit zou leiden tot evolutionisme, het idee dat er sprake is van een voor alle samenlevingen geldende unilineaire evolutie. Deze theorie zag hij als etnocentrisch en ingegeven door het idee van het vooruitgangsgeloof dat de moderne samenleving beter zou zijn dan de oudere samenlevingsvormen. Volgens Boas was elke cultuur uniek met een eigen geschiedenis, gevormd door specifieke historische omstandigheden en omgevingsfactoren. Dit historisch particularisme bleef daarna decennialang de norm.

## Biografie
Franz Boas werd geboren in Minden (Westfalen) als enige zoon van Meier Boas (handelaar) en Sophie Meyer, die in 1854 de plaatselijke kleuterschool oprichtte en een wetenschappelijk gerichte geest had. 
Alhoewel zijn grootouders gelovige joden waren, hingen zijn ouders de waarden van de Verlichting aan, wat ook hun assimilatie in de moderne Duitse samenleving inhield. Boas' ouders hielden niet van dogma's, wat hem de mogelijkheid verschafte tot een zekere vrijheid van geest. Hij getuigde dan ook reeds vroeg van een grote belangstelling voor de natuur en de natuurwetenschappen en meer bepaald voor de biologie, waarin hij reeds van in de kindertuin werd onderwezen, en in het gymnasium was hij trots op zijn onderzoek over de geografische distributie van planten. Vanaf 1877 studeerde hij natuurkunde, aardrijkskunde en wiskunde aan de universiteiten van Heidelberg, Bonn en Kiel, waarna hij in 1881 afstudeerde in de natuurkunde. Hij studeerde dan nog anatomie onder Virchow terwijl hij zich voorbereidde op een aardrijkskundige expeditie in noordelijk Canada waaraan hij twee jaar later deelnam, en waar hij de cultuur en taal van de Eskimo's van Baffins Island bestudeerde, waarna hij nog een tijdlang veldwerk deed in taal en cultuur van de volkeren in het Pacifische noordwesten, om ten slotte terug te keren naar Duitsland en er te Berlijn zijn studies te beëindigen, waar hij in 1886 werd aangesteld als privédocent. In 1887 emigreerde hij dan naar de Verenigde Staten, waar hij begon te werken als curator aan het Smithsonion-museum.
Van 1888 tot 1892 was hij verbonden aan Clark University en in 1899 werd hij aangesteld als hoogleraar antropologie aan de Columbia-universiteit waar hij tot het einde van zijn professioneel leven bleef.
Boas stond een relativistische visie voor; culturen kunnen niet onderling vergeleken worden, omdat elk zijn eigen waarden en normen heeft. Samenlevingen konden zich wel in een vergelijkbaar stadium bevinden, dat betekende niet dat het proces om daar te komen overeenkwam. Zo kon een cultuurgebied door diffusionisme, de verspreiding van zaken als ideeën, technologieën, religies en talen door onderlinge contacten, overgaan naar het stadium van de gastcultuur. Boas meende de menselijke geschiedenis slechts in kleine geïsoleerde delen, maar nooit in zijn totaliteit te kunnen weergeven, de idiografische benadering.
Als liberaal met joodse achtergrond streed Boas tegen racisme. Boas gaf in 1906 in een toespraak op uitnodiging van W.E.B. Du Bois aan dat op de lange geschiedenis van de mensheid de recente stand van zaken maar een momentopname is en dat de Afrikanen hun eigen verdiensten en grootsheid kenden:
The achievements of races are not only what they have done during the short span of two thousand years, when with rapidly increasing numbers the total amount of mental work accumulated at an ever increasing rate. In this the European, the Chinaman, the East Indian, have far outstripped other races. But back of this period lies the time when mankind struggled with the elements, when every small advance that seems to us now insignificant was an achievement of the highest order, as great as the discovery of steam power or of electricity, if not greater. It may well be, that these early inventions were made hardly consciously, certainly not by deliberate effort, yet every one of them represents a giant’s stride forward in the development of human culture. To these early advances the Negro race has contributed its liberal share. While much of the history of early invention is shrouded in darkness, it seems likely that at a time when the European was still satisfied with rude stone tools, the African had invented or adopted the art of smelting iron.
Dat die momentopname arbitrair is als argument om een groep mensen als inferieur te bestempelen, blijkt als vanuit het perspectief van de Oud-Babylonische periode naar de voorouders van de Romeinen wordt gekeken, die toen als barbaren werden beschouwd:
The arguments for inferiority drawn from the history of civilization are also weak. At the time when the early kingdom of Babylonia flourished the same disparaging remarks that are now made regarding the Negro might-have been made regarding the ancestors of the ancient Romans. They were then a barbarous horde that had never made any contribution to the advance of that civilization that was confined to parts of Asia, and still they were destined to develop a culture which has become the foundation and an integral part of our own.
De toespraak van Boas was voor Du Bois zelf ook een openbaring:
Few today are interested in Negro history because they feel the matter already settled: the Negro has no history.
This dictum seems neither reasonable nor probable. I remember my own rather sudden awakening from the paralysis of this judgment taught me in high school and in two of the world's great universities. Franz Boas came to Atlanta University where I was teaching history in 1906 and said to a graduating class: You need not be ashamed of your African past; and then he recounted the history of the black kingdoms south of the Sahara for a thousand years. I was too astonished to speak. All of this I had never heard and I came then and afterwards to realize how the silence and neglect of science can let truth utterly disappear or even be unconsciously distorted.

## Linguïstische relativiteit
Boas heeft een belangrijke rol gespeeld in de ontwikkeling van de theorie van het linguïstische relativiteit, zoals die nu bestaat. Onder invloed van de ideeën van Wilhelm von Humboldt kwam hij met drie belangrijke punten over de eigenschappen van taal:
- talen delen ervaringen in in categorieën op basis van gelijkheid of gelijkwaardigheid;
- elke taal doet dit op een andere manier, volgens de interne samenhang van die taal;
- linguïstische fenomenen, zegt hij, waar deze onderverdeling ook onderdeel van is, zijn onbewuste processen. Deze uitspraak wijst voornamelijk op de automatische productie van woorden en zinnen.

Net als Wilhelm von Humboldt ging Boas er dus van uit dat taal geen middel is om een objectieve werkelijkheid weer te geven, maar dat elke taal een eigen logica en samenhang kent, die de kijk op de werkelijkheid beïnvloedt.
Boas zag taal als de uitdrukking van ideeën, en dus van denken, maar hij legde pas causale verbanden onder invloed van zijn leerlingen Sapir en Whorf - die de linguïstische relativiteitstheorie zodanig zouden uitbreiden, dat de theorie naar hen vernoemd zou worden. Met zijn uitspraken over taal en denken wilde hij met name het evolutionistische denken - dat culturen in een hiërarchische rangorde probeert te plaatsen - bestrijden. Talen – en dus de culturen die zij weerspiegelen – zijn in essentie gelijkwaardig. Zij hebben alle hun eigen tekortkomingen en voordelen. De verschillen tussen talen weet Boas aan de specifieke geschiedenis van elke taalgemeenschap.